# 佛羅倫斯公國
佛罗伦萨公国（義大利語：Ducato di Firenze）位于意大利托斯卡纳，是自1532年的罗马教皇克雷芒七世任命亚历山德罗·德·美第奇为佛罗伦萨公爵后的政体。該公國首都位於意大利的佛罗伦萨。查理五世恢复了美第奇家族在佛罗伦萨的统治，建立了公国。教宗克雷芒七世出身美第奇家族，任命他的亲戚亚历山德罗·德·美第奇作为佛罗伦萨共和国的公爵，至此佛罗伦萨共和国转变为世袭君主制政体。
第二任公爵，科西莫一世，建立了一支强大的佛罗伦萨海军并扩张了他的领土，购买下了厄尔巴岛并征服了锡耶纳。1569年，教宗宣布科西莫为托斯卡纳大公，該公國也被托斯卡纳大公国取代。美第奇家族持续统治着托斯卡纳大公国直至1737年。当时的统治者吉安·加斯托内·德·美第奇去世，而他没有任何子嗣，使得美第奇家族在托斯卡纳的统治告终。